# Schloss Wiedersbach
Das abgegangene Schloss Wiedersbach war ursprünglich eine Wasserburg und ist heute eine Gutsanlage am Westrand des Gemeindeteils Wiedersbach von Leutershausen im mittelfränkischen Landkreis Ansbach in Bayern.
Schloss und heutige Gutsanlage sind unter dem Aktenzeichen  D-5-71-174-121 als Baudenkmal und unter dem Aktenzeichen D-5-6728-0127 als Bodendenkmal in die Bayerische Denkmalliste eingetragen.

## Geschichte
Die Anfänge der Burg in Wiedersbach liegen im Dunkeln. Die Anlage erscheint 1451 im Besitz des Konrad von Lüchau, nachdem dessen Schwiegervater und Vorbesitzer der Anlage Meinhard Steinheimer wohl im ersten Markgrafenkrieg umgekommen war. 1591 starb die Wiedersbacher Linie der Lüchaus aus, Erbe von Schloss und Gut war schon 1588 Veit Asmus von Eyb geworden. Das zu einem unbestimmten Zeitpunkt errichtete Schloss brannte 1694 ab. Pläne für einen Neubau wurden zwar entworfen, aber aus Geldmangel nicht ausgeführt. Das heutige Gut stammt in seinem Kern aus dem 17. Jahrhundert und liegt südlich des Teichs. Bis 1965 blieb die Anlage bei den Freiherren von Eyb, dann wurde es in bürgerliche Hände verkauft.

## Beschreibung
Die ursprüngliche Burg befand sich auf einer ca. 29 × 27 m großen Insel in einem Hausteich von max. 20 m Breite. Über den baulichen Charakter der Burg, sie war möglicherweise eine Motte, und des später errichteten Schlosses ist nichts bekannt. Der ehemals den Freiherren von Eyb gehörende Gutshof dürfte sich aus der südlich gelegenen Vorburg heraus entwickelt haben. Die wenig repräsentative Anlage ist von einer Umfassungsmauer aus Bruchsteinen mit rundbogiger Toröffnung von 1675 und anschließendem Torwärterhäuschen mit Fachwerkobergeschoss umgeben. Von den übrigen Gebäuden stammt eine massive Steinscheune aus dem 17./18. Jahrhundert.